# Transaktionskosten
Transaktionskosten sind diejenigen Kosten, die durch die Benutzung des Marktes (englisch market transaction costs), also im Zusammenhang mit der Transaktion von Verfügungsrechten (z. B. Kauf, Verkauf, Miete), oder einer innerbetrieblichen Hierarchie (englisch managerial transaction costs) entstehen. Die Transaktionskostentheorie besagt, dass bei jeder Transaktion auch Transaktionskosten anfallen. Die Transaktionskostentheorie ist ein elementarer Bestandteil der neuen Institutionenökonomik.

## Rolle der Transaktionskosten
Die Höhe von Transaktionskosten kann das Zustandekommen von Transaktionen verhindern, wenn etwa die anfänglichen Informationskosten für einen potenziellen Käufer so hoch geraten, dass die Transaktion prohibitiv verteuert wird. Auch verhindert die Existenz von Transaktionskosten, dass Käufer oder Verkäufer das für sie günstigste Angebot finden, da die mit der Suche steigenden Transaktionskosten eventuelle Vorteile von weiteren Angeboten wieder aufwiegen (Lehre vom abnehmenden Grenzertrag).
Transaktionskosten werden nach Ronald Coase als Marktbenutzungskosten interpretiert. Damit lasse sich erklären, so Coase, warum bestimmte Wirtschaftsakteure eine Transaktion über den Markt abwickeln und andere auf die Markttransaktion verzichten und die entsprechende Arbeit in ihr Unternehmen hineinverlagern. Für Coase sind folglich Transaktionskosten der Grund, warum es Unternehmen gibt. Diese Perspektive unterscheidet sich von der von Oliver E. Williamson, dem zufolge die Kosten der begrenzten Rationalität der Akteure in Kombination mit Opportunismus, Komplexität der Umwelt und Spezifität der Investitionen entspringen.
Auch in den entwicklungsökonomischen Studien von Douglass North machen Transaktionskosten einen zentralen Baustein aus. Bei der Analyse der Entwicklung und des Wohlstands von Nationen betrachtet North allerdings jene Kosten, die bei der Schaffung von Märkten auf institutioneller Ebene entstehen. Diese Kosten unterscheiden sich grundlegend von Transaktionskosten, die Coase als Marktbenutzungskosten diskutiert. Norths Transaktionskosten sind Marktschaffungskosten, d. h. im klassischen Sinne Meta-Transaktionskosten. Diesbezüglich gibt es laut North Transaktionskostenerhöhende und -senkende Institutionen. Die Unzulänglichkeiten vieler Gemeinwesen wirksame Regeln oder Institutionen zu schaffen damit die „Erfüllung von Verträgen“ (– nicht der „Abschluß von Verträgen“) mit geringen Kosten gesichert wird, ist für ihn die wichtigste Ursache für fehlendes Wirtschaftswachstum, wirtschaftliche Stagnation und Unterentwicklung.
Die Kosten einer Transaktion sind von der Koordinationsform (siehe Institutionenökonomik), unter der die Transaktion stattfindet, abhängig. Je nach Höhe der Transaktionskosten findet der Güteraustausch demnach horizontal (marktbasiert) oder vertikal (innerhalb einer Unternehmung) statt.
Das Grundprinzip: ökonomische Fragestellungen werden als Vertragsproblem formuliert.

## Typologie der Transaktionskosten
Folgende Kosten fallen unter die Transaktionskosten:
Ex ante (bevor die Transaktion ausgeführt wird)
- Anbahnungskosten (z. B. Kontaktaufnahme)
- Informationsbeschaffungskosten (z. B. Informationssuche über potenzielle Transaktionspartner)
- Vereinbarungskosten (z. B. Verhandlungen, Vertragsformulierung, Einigung)

Diese Kosten sind nach deutschem Einkommensteuergesetz Werbungskosten.
Ex post (nachdem die Transaktion ausgeführt wurde)
- Abwicklungskosten (z. B. Maklercourtage, Transportkosten)
- Änderungskosten/Anpassungskosten (z. B. Termin-, Qualitäts-, Mengen- und Preisänderungen)
- Kontrollkosten (z. B. Einhaltung von Termin-, Qualitäts-, Mengen-, Preis- und Geheimhaltungsabsprachen, Abnahme der Lieferung)

Diese Kosten sind nach deutschem Einkommensteuergesetz gegen den Gewinn einer Transaktion zu verrechnen.
Konkreter versteht man unter Transaktionskosten Such-, Anbahnungs-, Informations-, Zurechnungs-, Verhandlungs-, Entscheidungs-, Vereinbarungs-, Abwicklungs-, Absicherungs-, Durchsetzungs-, Kontroll-, Anpassungs- und Beendigungskosten.
Transaktionskosten entstehen z. B., wenn zwischen den an einer Transaktion beteiligten Personen Kommunikationsbedarf, Verständigungsprobleme, Missverständnisse oder Konflikte auftreten.
Unter Transaktionskosten fällt nicht der Preis des Gutes, soweit die reinen Produktionskosten betroffen sind. Am Beispiel der Transportkosten wird allerdings klar, dass keine eindeutige Meinung im Hinblick auf die Abgrenzung der Produktionskosten von den Transaktionskosten besteht. Wird der Transport als Teil des Transformationsprozesses interpretiert, so ist er eher den Produktionskosten zuzurechnen. Wird die Transport(infra-)struktur hingegen selbst als eine vom Menschen gestaltbare Institution gesehen, so spricht dies wiederum dafür, die Transportkosten als Teil der Transaktionskosten zu interpretieren.
Die Höhe der Transaktionskosten wird bedingt durch…
- Häufigkeit der Transaktion
- Spezifität der Transaktion (Standortspezifität, Anlagenspezifität, Humankapitalspezifität, Abnehmerspezifität)
- Strategische Bedeutung
- Transaktionsatmosphäre
- Unsicherheit der Transaktion

Transaktionskosten, wie etwa Zurechnungs- oder Messkosten, können sogar die Existenz von Märkten für bestimmte Güter verhindern. Neue Informationsformen können diese Transaktionskosten senken (eBay, Wikipedia).

## Politische Transaktionskosten
Der Versuch, das Transaktionskostenmodell auf die Politik, insbesondere auf moderne Demokratien zu übertragen, beruht einerseits auf der Anwendung der Prinzipal-Agent-Theorie auf das Repräsentations- bzw. Delegationsprinzip: Die gewählten Vertreter sind die Agenten des Prinzipals, also des Wahlvolks, aber die Überprüfung des Grades der Erfüllung ihres Auftrags, den sie durch Wahl oder Volksabstimmung erhalten (durch Einhaltung der Wahlversprechen) ist für die Wähler extrem schwierig und mit hohem Aufwand verbunden. Zum anderen geht der Ansatz der politischen Transaktionskosten von der These aus, dass politische Märkte, auf denen Parteien z. B. Koalitionen bilden, weit weniger effizient sind als gewöhnliche Gütermärkte, weil die zu tauschenden Güter nur schwer quantifizierbar sind und weil es schwierig ist, die Versprechen über die zu erbringenden Leistungen der Tauschpartner vertraglich zu fixieren. Entsprechend hoch ist der Aufwand für Aushandlung und Überprüfung der Verträge.

## Ideengeschichte
Für seinen Transaktionskostenansatz, unter anderem in „The Nature of the Firm“ aus dem Jahre 1937, erhielt Ronald Coase 1991 den Nobelpreis für Wirtschaftswissenschaften.
Oliver E. Williamson erhielt 2009 (zusammen mit Elinor Ostrom) den Wirtschaftsnobelpreis für seine transaktionskostentheoretischen Überlegungen. Sein Ansatz zeigt, wie die Funktionsweise von Märkten und hierarchischen Strukturen (etwa in Firmen) auf ihre Effizienz hin untersucht werden können.